# 통인시장

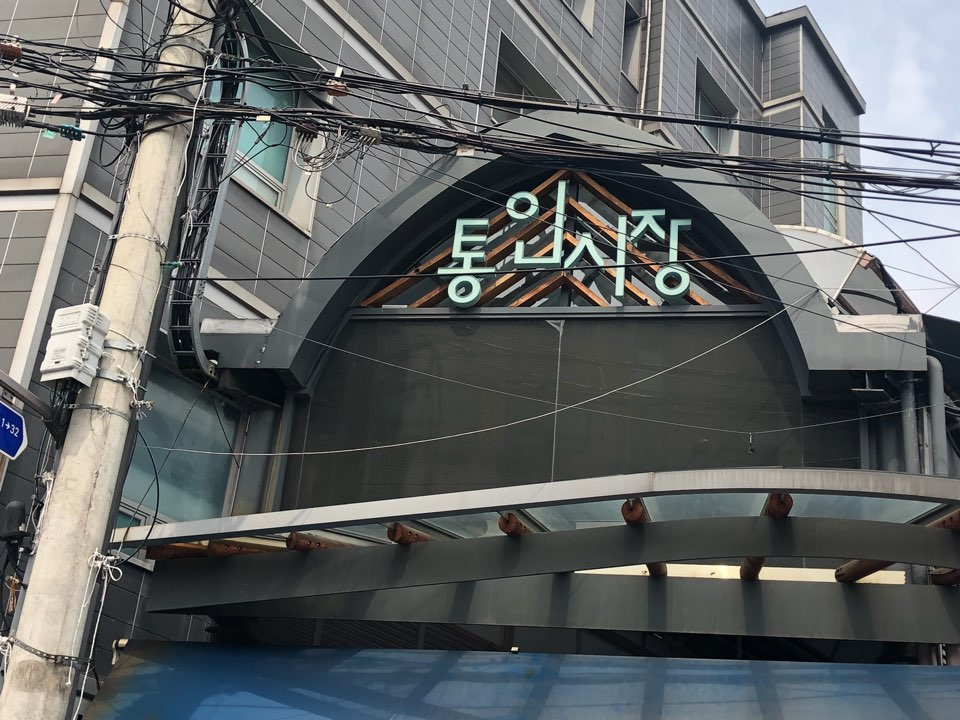
통인시장 입구

통인시장(通仁市場)은 서울특별시 종로구 통인동에 있는 시장으로 일제강점기인 1941년부터 조성된 공설시장을 모태로 하고 있는 전통시장이다. 2012년부터는 엽전으로 시장 음식을 골라 먹을 수 있는 시장 문화를 만들어 젊은 사람들에게는 서울 이색 데이트코스로 손꼽히고 있다.

## 위치 및 이용시간[3]
- 위치

서울 종로구 지하문로 15길 18 (통인동 10-3)
3호선 경복궁역 (정부서울청사) 2번 출구, 도보 5분
- 이용시간

오전 07:00 ~ 오후 21:00 (점포별 상이함)
일요일 휴무 / 매달 셋째 주 시장 전체 휴무

## 역사
- 통인시장은 일제 강점기인 1941년 효자동 인근의 일본인들을 위하여 조성된 공설시장을 모태로 한국 전쟁 이후 서촌(西村) 지역에 인구가 증가함에 따라 옛 공설시장 주변으로 노점과 상점들이 들어서면서 시장의 형태를 갖추게 되었다.
- 2005년 '재래시장 육성을 위한 특별법(현행 전통시장 및 상점가 육성을 위한 특별법)[4]에 따라 인정시장(認定市場)으로 등록된 뒤 현대화 시설을 갖추었고, 2010년 서울시와 종로구가 주관하는 '서울형 문화시장'으로 선정되었다.
- 2011년에는 시장상인회가 미울기업으로 (주)통인커뮤니티를 법인 등록하여 통합콜센터와 배송센터를 설치하고 온라인 쇼핑몰도 개설하였다. 점포 수는 70여 개로 식당과 반찬가게 등 요식 관련 업소가 가장 많고 채소, 과일, 생선, 정육 등 1차 생산품을 판매하는 업소가 그 다음이며 그 밖에 내의와 신발 등의 공산품, 옷 수선과 가방 및 구두 수선 업소 등이 있다.
- 2012년 1월부터 '도시락카페 통(通)[5]을 운영하여 큰 호응을 얻고 있다. 불편했던 시장 환경도 개선시켜 현대화된 전통시장을 만들었다. 그 외에도 다양한 상품이 만들어지고 관광객이 몰려들면서 활성화된 시장의 모습을 갖추었다.[6]

## 도시락 카페 통(通)[7]
통인시장 내부에 있는 도시락 카페 통(通)은 2012년 1월 오픈 이후 유명세를 타 종로구 대표 관광명소로 부상했다.

내 맘대로 도시락'은 엽전으로 반찬을 구매해 자신만의 도시락을 구성하는 이색적인 전통시장 체험 프로그램이다.
1) 고객만족센터 2층에서 1개당 500원인 엽전을 산다. 엽전은 한 꾸러미에 10개로 5,000원에 구매 가능하다.

2) 제공되는 도시락통을 들고 도시락 카페 가맹점에서 각종 반찬과 먹거리를 구매해 담는다. 주로 반찬, 떡, 분식 업종의 점포에서 이용 가능하다. 

3) 고객만족센터 2, 3층 또는 시장 출입구 부근에 위치한 '도시락카페'에서 도시락을 먹는다. 밥과 국은 고객만족센터 2층에서 각각 엽전 2냥에 구매할 수 있다. 

저렴한 가격으로 다양한 종류의 시장 음식을 경험할 수 있다는 장점이 있다.

## 방송 출연
- tvN 하트시그널(2017)

```
  2017년 
하트시그널
 9회에서 출연자 서주원과 서지혜가 근처 시장을 함께 방문한 장면으로 
통인시장
의 명물 기름 떡볶이 집이 방영되었다.
```

- KBS2 VJ특공대(2017)

```
 2017년 
VJ특공대
 '매콤달콤 국민 간식 떡볶이의 변천사'편에서 
통인시장
 내 기름 떡볶이 집이 방영되었다.
```

- Olive 테이스티로드 (2016) 보관됨 2018-06-17 - 웨이백 머신

```
 2016년 
테이스티로드
에서 출연자 김민정과 유라가 
통인시장
 내 다양한 먹거리 체험을 하는 모습이 방영되었다.
```

- MBC 무한도전(2015)

```
  2015년 
무한도전
에서 출연자 유재석과 광희가 '외국인 여행객 관광 추천 코스'로 
통인시장
을 꼽아 라면땅과 기름떡볶이 등 다양한 길거리 음식을 즐기는 모습이 방영되었다.
```

## 관광명소
- 경복궁

서울특별시 종로구 사직로 161 소재의 경복궁은 서울 도심중심에서 우리의 역사를 볼 수 있는 대표적인 고궁 명소이다.

태조 이성계가 조선을 건국하고 한양 천도를 단행하면서 가장 먼저 지어진 궁궐로 이름을 지은 사람은 정도전으로 <시경> 주아편의 "이미 술에 취하고 이미 덕에 배불렀어라. 임이시여, 만년 동안 큰 복을 누리소서."에서 끝의 경복(景福)을 딴 것으로 큰 복이라는 뜻을 가지고 있다.

3호선 경복궁역에서 가까우며 3호선 안국역이나 5호선 광화문역에서도 걸어갈 수 있다. 주변에는 청와대, 헌법재판소, 정부서울청사, 주한미국대사관, 세종문화회관 등이 있으며 유명한 인사동 거리와도 근접해 있다. 

특히 현대 도심의 화려한 불빛과 과거 고궁의 고요함을 동시에 느낄 수 있는 경복궁 야간개장행사도 매년 열려 내﹒외국인 관광객에게 인기가 많다. 

- 청계광장[10]

청계천복원사업이 이루어지던 2005년 3월 서울특별시에서 지명위원회를 열어 확정한 명칭으로 청계천의 시작 지점인 세종로 동아일보사 앞 광장을 가리킨다. 청계천으로 진입하는 공간으로서 삼색 조명이 어우러진 촛불 분수와 4m 아래로 떨어지는 2단 폭포가 설치 되어 있다. 매년 4월부터 11월까지 주말마다 청계천 문화 페스티벌이 개최된다.